# إدريس محمدي
إدريس محمدي هو سياسي مغربي (مواليد 30 مارس 1912 في فاس وتوفي 7 فبراير 1969 في مكناس). كان أحد الموقعين على وثيقة. وشغل منصب وزير الداخلية للمغرب بين 24 ديسمبر 1958 - 21 مايو 1960 في حكومة عبد الله إبراهيم في عهد الملك محمد الخامس.

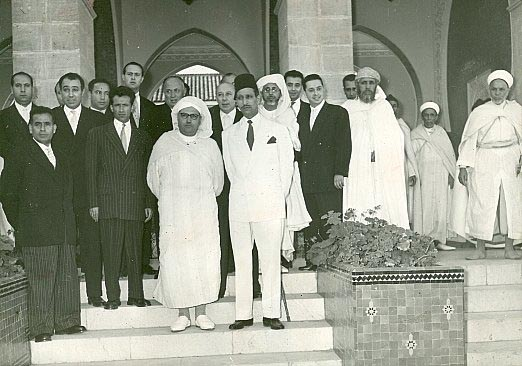
أول حكومة مغربية. إدريس محمدي في الصف الأمامي على اليسار.

## روابط خارجية
- إدريس محمدي على موقع مونزينجر (الألمانية)